# مگس گوشت
مگس گوشت (نام علمی: Sarcophagidae ) خانواده ای از مگس‌ها  هستند.

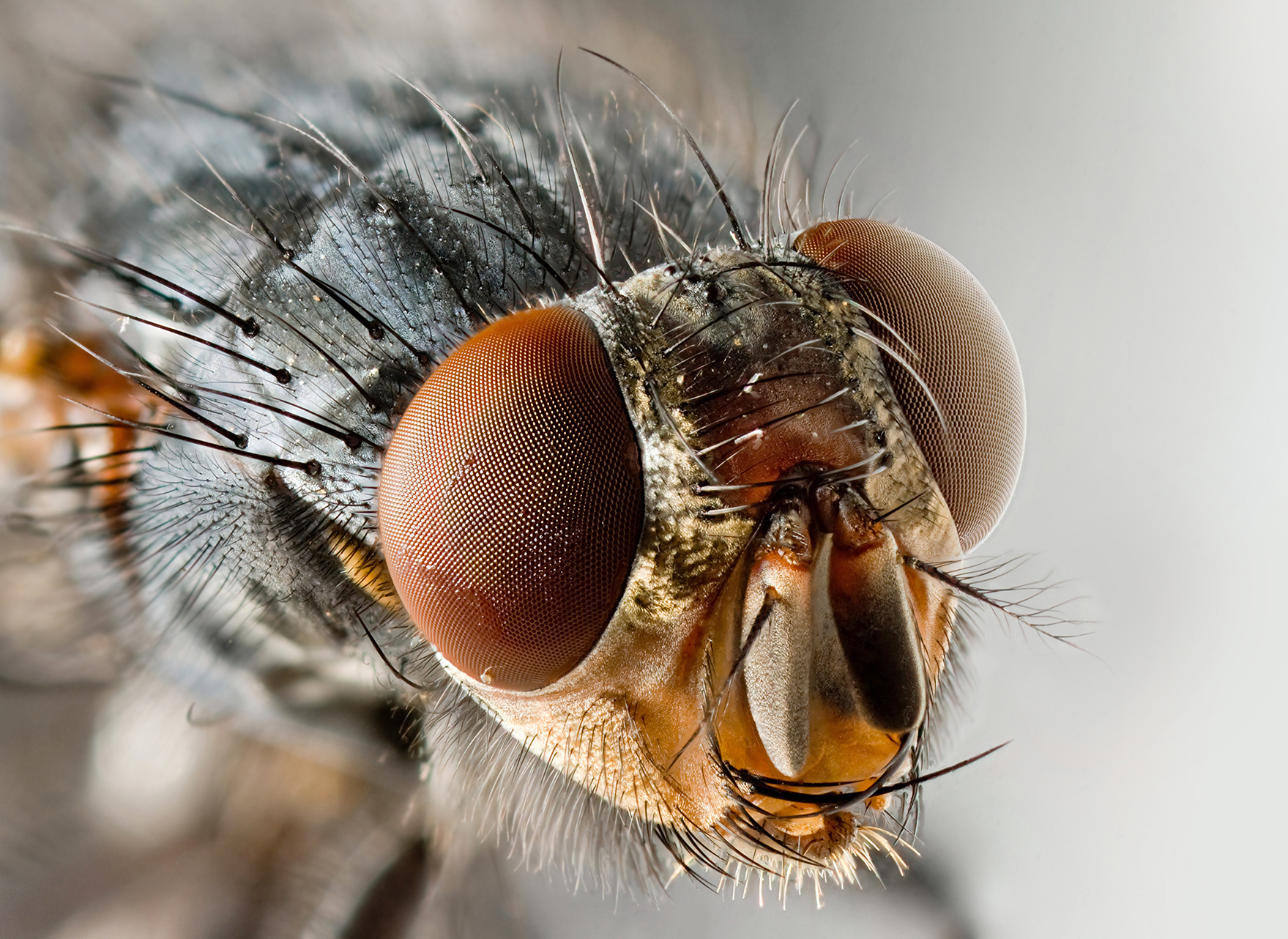
نمای نزدیک